# Grabarje (Podcrkavlje)
Grabarje (1910-től 1971-ig Grabarje Brodsko) falu Horvátországban, Bród-Szávamente megyében. Közigazgatásilag Podcrkavljéhoz tartozik.

## Fekvése
Bródtól 8 km-re északra, községközpontjától 2 km-re keletre, Szlavónia középső részén, a Dilj-hegység lejtőin, a Bródról Nekcsére menő főút mentén, a Glogovica-patak partján fekszik.

## Története
Grabarje területe a régészeti leletek tanúsága szerint már az ókorban is lakott volt. A 
„Matkovićev stan”, „Mataićev stan” és „Brdo Bašća” lelőhelyken ókori település nyomait találták, de élénk társadalmi élet folyt itt a középkorban is, melyet a „Brdo Bašća”, „Glogovica” és „Vrt Bucka” lelőhelyek középkori leletei bizonyítanak. Grabarje a középkorban a Borics nemzetség birtokközpontja volt, akik a 13. században a felette északra emelkedő 238 méteres Berak-hegyre Szent Benedek tiszteletére fogadalmi templomot építettek. Mellette egykor vár is állt, mely azonban korán elpusztult. Grabarje ebben az időben, amikor még Bród sem létezett e vidék legjelentősebb települése volt. Borics bán leszármazottai, a Beriszló, Borics, Dezsőfi és Török családok innen vették előnevüket. A korabeli forrásokból tudjuk, hogy a grabarjai Beriszló családnak itt udvarháza állt, ahonnan nagy kiterjedésű birtokaikat igazgatták, melyek a Száva mentén Dubočactól Garčinig terjedtek. A település első írásos említése ehhez képest viszonylag későn, 1455-ben történt „Graborya” néven. 1464-ben „Graborya”, 1481-ben „Grabaya” néven említik. Amikor a török 1536-ban a környéket megszállta a lakosságnak csak kis része maradt itt. A Beriszlók utódai Magyarországra menekültek. Az 1545-ös török defterben Grabarje a Vrhovaci náhije részeként szerepel. A török uralom több, mint százötven évig tartott, a település csak 1691-ben szabadult fel végleg.
Az 1698-as kamarai összeírásban „Grabar” néven hajdútelepülésként találjuk. Az egyházi vizitáció feljegyzése szerint 1730-ban 10, 1756-ban 19 ház volt a településen, ahol a középkori Szent József templom romjain egy Szent Orsolyának szentelt fakápolna állt. 1760-ban az egyházi vizitáció 19 házzal, 35 családdal és 222 katolikus lakossal említi. Az első katonai felmérés térképén „Grabarie” néven található. Lipszky János 1808-ban Budán kiadott repertóriumában „Grabarje” néven szerepel. Nagy Lajos 1829-ben kiadott művében „Grabarje” néven 30 házzal, 154 katolikus vallású lakossal találjuk. A katonai közigazgatás megszüntetése után 1871-ben Pozsega vármegyéhez csatolták.
A településnek 1857-ben 101, 1910-ben 103 lakosa volt. Pozsega vármegye Bródi járásának része volt. Az 1910-es népszámlálás adatai szerint lakosságának 93%-a horvát, 4%-a szerb anyanyelvű volt. Az első világháború után 1918-ban az új szerb-horvát-szlovén állam, majd később (1929-ben) Jugoszlávia része lett. 1991-től a független Horvátországhoz tartozik. 1991-ben lakosságának 99%-a horvát nemzetiségű volt. 2011-ben a településnek 286 lakosa volt.

## Lakossága
| Lakosság változása | Lakosság változása | Lakosság változása | Lakosság változása | Lakosság változása | Lakosság változása | Lakosság változása | Lakosság változása | Lakosság változása | Lakosság változása | Lakosság változása | Lakosság változása | Lakosság változása | Lakosság változása | Lakosság változása | Lakosság változása |
| ------------------ | ------------------ | ------------------ | ------------------ | ------------------ | ------------------ | ------------------ | ------------------ | ------------------ | ------------------ | ------------------ | ------------------ | ------------------ | ------------------ | ------------------ | ------------------ |
| 1857               | 1869               | 1880               | 1890               | 1900               | 1910               | 1921               | 1931               | 1948               | 1953               | 1961               | 1971               | 1981               | 1991               | 2001               | 2011               |
| 144                | 149                | 151                | 225                | 244                | 264                | 286                | 280                | 292                | 281                | 299                | 274                | 296                | 304                | 341                | 286                |

## Nevezetességei
Szent Orsolya szűz és vértanú tiszteletére szentelt római katolikus temploma 1866-ban épült.